# Zjednoczenie Włościan
Zjednoczenie Włościan – pierwsza działająca w Wielkopolsce partia ludowa.
Partia powstała 27 maja 1919 na zjeździe w Poznaniu w wyniku połączenia dwóch organizacji chłopskich – Zjednoczenia Włościan i Związku Włościan. Organem prasowym został „Włościanin”, wśród liderów ugrupowania znaleźli się Józef Jurek, Idzi Matyśkiewicz, Jan Palacz, Jan Sobiech, Wojciech Sikora i Marcin Poprawa. Partia przyjęła program zbliżony do PSL „Piast”, wkrótce nawiązał z nią kontakt Wincenty Witos, doprowadzając do faktycznego wchłonięcia ZW przez swoje ugrupowanie – do połączenia doszło w dniach 21–22 grudnia 1920. W 1927 w wyniku konfliktu w PSL „Piast” Józef Jurek i Idzi Matyśkiewicz reaktywowali Zjednoczenie Włościan, które w wyborach parlamentarnych w 1928 współtworzyło prorządową Katolicką Unię Ziem Zachodnich. Ugrupowanie nie odegrało później większej roli politycznej.